# Garcinia mindanaensis
Garcinia mindanaensis är en tvåhjärtbladig växtart som beskrevs av Merrill. Garcinia mindanaensis ingår i släktet Garcinia och familjen Clusiaceae. Inga underarter finns listade i Catalogue of Life.